# Halocoryza arenaria
Halocoryza arenaria är en skalbaggsart som beskrevs av Darlington 1939. Halocoryza arenaria ingår i släktet Halocoryza och familjen jordlöpare. Inga underarter finns listade i Catalogue of Life.